# Luca Severini
Luca Severini (Loreto, 20 giugno 1996) è un cestista italiano, che gioca come ala-pivot nella Pallacanestro Reggiana e nella nazionale italiana di pallacanestro.

## Carriera

### Club
Prodotto del settore giovanile della Virtus Siena, esordisce in Serie A con il Pistoia Basket nella stagione 2014-15, giocando 4 partite per un totale di 4 punti. In seguito ha giocato con le maglie di Casale e Treviso Basket. Nel gennaio 2020 passa al Derthona Basket dove nella stagione 2020-2021 conquista con la società piemontese la storica promozione in Serie A.

### Nazionale
Nell'agosto del 2023, Severini viene incluso dal commissario tecnico della nazionale italiana, Gianmarco Pozzecco, nella rosa partecipante ai Mondiale maschili di pallacanestro in Giappone, Filippine e Indonesia, in cui gli azzurri concludono all'ottavo posto in seguito alle gare di piazzamento.

## Statistiche

### Nazionale
| Cronologia completa delle presenze e dei punti in Nazionale - Italia | Cronologia completa delle presenze e dei punti in Nazionale - Italia | Cronologia completa delle presenze e dei punti in Nazionale - Italia | Cronologia completa delle presenze e dei punti in Nazionale - Italia | Cronologia completa delle presenze e dei punti in Nazionale - Italia | Cronologia completa delle presenze e dei punti in Nazionale - Italia | Cronologia completa delle presenze e dei punti in Nazionale - Italia | Cronologia completa delle presenze e dei punti in Nazionale - Italia |
| Data                                                                 | Città                                                                | In casa                                                              | Risultato                                                            | Ospiti                                                               | Competizione                                                         | Punti                                                                | Note                                                                 |
| -------------------------------------------------------------------- | -------------------------------------------------------------------- | -------------------------------------------------------------------- | -------------------------------------------------------------------- | -------------------------------------------------------------------- | -------------------------------------------------------------------- | -------------------------------------------------------------------- | -------------------------------------------------------------------- |
| 25/06/2022                                                           | Trieste                                                              | Italia                                                               | 71 - 90                                                              | Slovenia                                                             | Amichevole                                                           | 7                                                                    | [ 7 ]                                                                |
| 11/11/2022                                                           | Pesaro                                                               | Italia                                                               | 84 - 88 dts                                                          | Spagna                                                               | Qual. Mondiali 2023                                                  | 8                                                                    | [ 8 ]                                                                |
| 14/11/2022                                                           | Tbilisi                                                              | Georgia                                                              | 84 - 85                                                              | Italia                                                               | Qual. Mondiali 2023                                                  | 5                                                                    | [ 9 ]                                                                |
| 23/02/2023                                                           | Livorno                                                              | Italia                                                               | 85 - 75                                                              | Ucraina                                                              | Qual. Mondiali 2023                                                  | 8                                                                    | [ 10 ]                                                               |
| 26/02/2023                                                           | Cáceres                                                              | Spagna                                                               | 68 - 72                                                              | Italia                                                               | Qual. Mondiali 2023                                                  | 8                                                                    | [ 11 ]                                                               |
| 04/08/2023                                                           | Trento                                                               | Italia                                                               | 90 - 89 dts                                                          | Turchia                                                              | Torneo amichevole                                                    | 7                                                                    | [ 12 ]                                                               |
| 05/08/2023                                                           | Trento                                                               | Italia                                                               | 79 - 61                                                              | Cina                                                                 | Torneo amichevole                                                    | 2                                                                    | [ 13 ]                                                               |
| 09/08/2023                                                           | Atene                                                                | Italia                                                               | 89 - 88                                                              | Serbia                                                               | Torneo Acropolis 2023                                                | 9                                                                    | [ 14 ]                                                               |
| 10/08/2023                                                           | Atene                                                                | Grecia                                                               | 70 - 74                                                              | Italia                                                               | Torneo Acropolis 2023                                                | 6                                                                    | [ 15 ]                                                               |
| 13/08/2023                                                           | Ravenna                                                              | Italia                                                               | 98 - 65                                                              | Porto Rico                                                           | Amichevole                                                           | 7                                                                    | [ 16 ]                                                               |
| 20/08/2023                                                           | Shenzhen                                                             | Italia                                                               | 93 - 87                                                              | Brasile                                                              | Torneo amichevole                                                    | 0                                                                    | [ 17 ]                                                               |
| 21/08/2023                                                           | Shenzhen                                                             | Italia                                                               | 88 - 81                                                              | Nuova Zelanda                                                        | Torneo amichevole                                                    | 3                                                                    | [ 18 ]                                                               |
| 25/08/2023                                                           | Santa Maria                                                          | Angola                                                               | 67 - 81                                                              | Italia                                                               | Mondiali 2023 - 1ª fase a gironi                                     | 3                                                                    | [ 19 ]                                                               |
| 27/08/2023                                                           | Quezon City                                                          | Italia                                                               | 82 - 87                                                              | Rep. Dominicana                                                      | Mondiali 2023 - 1ª fase a gironi                                     | 0                                                                    | [ 20 ]                                                               |
| 29/08/2023                                                           | Quezon City                                                          | Filippine                                                            | 83 - 90                                                              | Italia                                                               | Mondiali 2023 - 1ª fase a gironi                                     | 0                                                                    | [ 21 ]                                                               |
| 01/09/2023                                                           | Quezon City                                                          | Serbia                                                               | 76 - 78                                                              | Italia                                                               | Mondiali 2023 - 2ª fase a gironi                                     | 3                                                                    | [ 22 ]                                                               |
| 03/09/2023                                                           | Quezon City                                                          | Italia                                                               | 73 - 57                                                              | Porto Rico                                                           | Mondiali 2023 - 2ª fase a gironi                                     | 3                                                                    | [ 23 ]                                                               |
| 05/09/2023                                                           | Pasay                                                                | Italia                                                               | 63 - 100                                                             | Stati Uniti                                                          | Mondiali 2023 - Quarti                                               | 4                                                                    | [ 24 ]                                                               |
| 07/09/2023                                                           | Pasay                                                                | Italia                                                               | 82 - 87                                                              | Lettonia                                                             | Mondiali 2023 - Semifinale 5º-8º posto                               | 0                                                                    | [ 25 ]                                                               |
| 09/09/2023                                                           | Pasay                                                                | Italia                                                               | 85 - 89                                                              | Slovenia                                                             | Mondiali 2023 - Finale 7º-8º posto                                   | 0                                                                    | [ 26 ]                                                               |
| 22/02/2024                                                           | Pesaro                                                               | Italia                                                               | 87 - 80                                                              | Turchia                                                              | Qual. Euro 2025                                                      | 0                                                                    | [ 27 ]                                                               |
| 25/02/2024                                                           | Szombathely                                                          | Ungheria                                                             | 62 - 83                                                              | Italia                                                               | Qual. Euro 2025                                                      | 5                                                                    | [ 28 ]                                                               |
| 22/11/2024                                                           | Reykjavík                                                            | Islanda                                                              | 71 - 95                                                              | Italia                                                               | Qual. Euro 2025                                                      | 0                                                                    | [ 29 ]                                                               |
| 20/02/2025                                                           | Istanbul                                                             | Turchia                                                              | 67 - 80                                                              | Italia                                                               | Qual. Euro 2025                                                      | 0                                                                    | [ 30 ]                                                               |
| 23/02/2025                                                           | Reggio Calabria                                                      | Italia                                                               | 67 - 71                                                              | Ungheria                                                             | Qual. Euro 2025                                                      | 3                                                                    | [ 31 ]                                                               |
| 02/08/2025                                                           | Trento                                                               | Italia                                                               | 87 - 61                                                              | Islanda                                                              | Torneo amichevole                                                    | 0                                                                    | [ 32 ]                                                               |
| 03/08/2025                                                           | Trento                                                               | Italia                                                               | 80 - 56                                                              | Senegal                                                              | Torneo amichevole                                                    | 0                                                                    | [ 33 ]                                                               |
| 09/08/2025                                                           | Trieste                                                              | Italia                                                               | 91 - 75                                                              | Lettonia                                                             | Amichevole                                                           | 0                                                                    | [ 34 ]                                                               |
| 14/08/2025                                                           | Bologna                                                              | Italia                                                               | 84 - 72                                                              | Argentina                                                            | Amichevole                                                           | 0                                                                    | [ 35 ]                                                               |
| Totale                                                               |                                                                      | Presenze                                                             | 29                                                                   |                                                                      | Punti                                                                | 91                                                                   |                                                                      |

## Palmarès
- Coppa Italia LNP: 1

Treviso Basket: 2019